# Con amor - Tus éxitos favoritos
Con amor - Tus éxitos favoritos es un álbum recopilatorio de la boy band portorriqueña Menudo, lanzado en 1984. La lista de canciones reúne muchos de los éxitos que contribuyeron a la popularidad del quinteto en la época, interpretados por miembros antiguos y actuales. En total, presenta canciones que aparecieron previamente en seis álbumes del quinteto, lanzados entre 1979 y 1984, a saber: Chiquitita (1979), Fuego, Quiero ser (1981), Una aventura llamada Menudo (1982), Por amor y Reaching out (1984).

## Coleccón de canciones
Todas las canciones fueron producidas por el creador de Menudo, Edgardo Díaz, excepto "Like a Cannonball", tema de la película Cannonball Run II, que fue producida por Díaz junto con Snuff Garrett y Mary Lynne Pagán. En cuanto a la parte gráfica del trabajo, el LP incluye un póster a color con fotos de los 13 integrantes del grupo desde su formación en 1977.
Según el vicepresidente de RCA Internacional, Mario de la Higuera, "la base de fans mundial de Menudo esperaba ansiosamente una recopilación definitiva de sus éxitos. Estamos satisfechos con las perspectivas de ventas en los mercados tradicionales del grupo. Sin embargo, también queremos, con esta lujosa combinación de disco y póster, ampliar la popularidad del grupo en nuevos territorios".

## Recepción crítica
En cuanto a las críticas de los especialistas en música, el crítico del sitio AllMusic calificó el álbum con dos estrellas de cinco, aunque no escribió ningún comentario al respecto.

## Desempeño comercial
Comercialmente, el trabajo tuvo buena repercusión en los Estados Unidos, donde apareció en la lista de álbumes latinos más vendidos de la revista Billboard.

## Lista de canciones
| N.º | Título               | Escritor(es)                         | Original album              | Duración |  |
| 1.  | «Like a Cannonball»  | S. H. Dorff, M. L. Brown, S. Garrett | Reaching out                | 3:20     |  |
| 2.  | «Lady»               | J. Seijas, C. Villa, A. Monroy       | Por amor                    | 3:35     |  |
| 3.  | «Quiero rock»        | J. Seijas, C. Villa, A. Monroy       | Por Amor                    | 2:33     |  |
| 4.  | «Chiquitita»         | J. Anderson, B. Ulvaeus              | Chiquitita                  | 5:02     |  |
| 5.  | «Cambiale las pilas» | A. Monroy, C. Villa                  | Una aventura llamada Menudo | 3:39     |  |
| 6.  | «Clara»              | A. Monroy, C. Villa                  | Una aventura llamada Menudo | 3:30     |  |
| 7.  | «Subete a mi moto»   | E. Díaz, C. Villa                    | Quiero ser                  | 3:30     |  |
| 8.  | «Quiero ser»         | E. Díaz, L. Soto                     | Quiero ser                  | 3:04     |  |
| 9.  | «A volar»            | A. Monroy, C. Villa, E. Díaz         | Una aventura llamada Menudo | 4:12     |  |
| 10. | «Es por amor»        | J. Seijas, C. Villa, A. Monroy       | Por amor                    | 3:51     |  |
| 11. | «Fuego»              | L. E. Colón                          | Fuego                       | 3:02     |  |
| 12. | «Lluvia»             | A. Monroy, C. Villa, E. Díaz         | Una aventura llamada Menudo | 3:06     |  |

## Posicionamiento en listas

### Semanales
| Lista musical (1984)                                | Mejor posición |
| --------------------------------------------------- | -------------- |
| Estados Unidos (Billboard Top Latin Albums - Texas) | 8              |